# Luigi Spaventa
Luigi Spaventa (ur. 5 marca 1934 w Rzymie, zm. 6 stycznia 2013 tamże) – włoski ekonomista, nauczyciel akademicki i polityk, profesor, parlamentarzysta, w latach 1993–1994 minister budżetu i planowania gospodarczego.

## Życiorys
Absolwent prawa na Uniwersytecie La Sapienza w Rzymie, po czym kształcił się w King’s College w Cambridge. Był długoletnim nauczycielem akademickim, profesorem ekonomii na macierzystej uczelni, a także na uniwersytetach w Palermo i Perugii. Pracował także na Uniwersytecie Oksfordzkim i Cornell University. Zajmował się zagadnieniami z zakresu ład korporacyjnego, struktury własnościowej, ochrony inwestorów i rynków finansowych.
W latach 1976–1983 sprawował mandat posła do Izby Deputowanych VII i VIII kadencji. Mandat uzyskiwał jako niezależny kandydat z listy Włoskiej Partii Komunistycznej. Należał do senackiej frakcji Sinistra Indipendente, skupiającej bezpartyjne osoby współpracujące z PCI. Od 1988 pełnił funkcje eksperckie w resorcie skarbu. Od kwietnia 1993 do maja 1994 sprawował urząd ministra budżetu i planowania gospodarczego w rządzie Carla Azeglia Ciampiego. W latach 1997–1998 był prezesem banku Banca Monte dei Paschi di Siena, następnie do 2003 przewodniczył instytucji Consob, będącej włoskim regulatorem rynków finansowych. Był również członkiem londyńskiej organizacji ekonomicznej CEPR.
Odznaczony Orderem Zasługi Republiki Włoskiej I klasy (1994).